# العلاقات الشمال مقدونية اللبنانية
العلاقات الشمال مقدونية اللبنانية هي العلاقات الثنائية التي تجمع بين شمال مقدونيا ولبنان.

## مقارنة بين البلدين
هذه مقارنة عامة ومرجعية للدولتين:
| وجه المقارنة                                              | شمال مقدونيا                                               | لبنان                                                                |
| --------------------------------------------------------- | ---------------------------------------------------------- | -------------------------------------------------------------------- |
| المساحة (كم2)                                             | 25.71 ألف                                                  | 10.45 ألف                                                            |
| عدد السكان (نسمة)                                         | 2.08 مليون                                                 | 6.10 مليون                                                           |
| الكثافة السكانية (ن./كم²)                                 | 80.9                                                       | 583.73                                                               |
| العاصمة                                                   | إسكوبية                                                    | بيروت                                                                |
| اللغة الرسمية                                             | اللغة المقدونية، اللغة الألبانية                           | اللغة العربية، لغة فرنسية                                            |
| العملة                                                    | دينار مقدوني                                               | ليرة لبنانية                                                         |
| الناتج المحلي الإجمالي (بليون دولار)                      | 11.34 مليار                                                | 51.84 مليار                                                          |
| الناتج المحلي الإجمالي (تعادل القوة الشرائية) بليون دولار | 29.26 مليار                                                | 81.54 مليار                                                          |
| الناتج المحلي الإجمالي الاسمي للفرد دولار أمريكي          | 4.85 ألف                                                   | 8.05 ألف                                                             |
| الناتج المحلي الإجمالي للفرد دولار أمريكي                 | 16.25 ألف                                                  | 17.46 ألف                                                            |
| مؤشر التنمية البشرية                                      | 0.747                                                      | 0.769                                                                |
| رمز المكالمات الدولي                                      | +389                                                       | +961                                                                 |
| رمز الإنترنت                                              | .mk                                                        | .lb                                                                  |
| المنطقة الزمنية                                           | توقيت وسط أوروبا، ت ع م+01:00، ت ع م+02:00، أوروبا/سكوبيه ‏ | ت ع م+02:00، ت ع م+03:00، توقيت شرق أوروبا، توقيت شرق أوروبا الصيفي ‏ |

## منظمات دولية مشتركة
يشترك البلدان في عضوية مجموعة من المنظمات الدولية، منها:
| علم المنظمة | اسم المنظمة                               | تاريخ انضمام شمال مقدونيا | تاريخ انضمام لبنان |
| ----------- | ----------------------------------------- | ------------------------- | ------------------ |
|             | مؤسسة التنمية الدولية                     | 25 فبراير 1993            | 10 أبريل 1962      |
|             | يونسكو                                    | 28 يونيو 1993             | 4 نوفمبر 1946      |
|             | وكالة ضمان الاستثمار متعدد الأطراف        | 19 مارس 1993              | 19 أكتوبر 1994     |
|             | الأمم المتحدة                             | 8 أبريل 1993              | 24 أكتوبر 1945     |
|             | الاتحاد البريدي العالمي                   | ?                         | ?                  |
|             | البنك الدولي للإنشاء والتعمير             | 25 فبراير 1993            | 14 أبريل 1947      |
|             | الاتحاد الدولي للاتصالات                  | 4 مايو 1993               | 12 يناير 1924      |
|             | منظمة حظر الأسلحة الكيميائية              | ?                         | ?                  |
|             | مؤسسة التمويل الدولية                     | 25 فبراير 1993            | 28 ديسمبر 1956     |
|             | المركز الدولي لتسوية المنازعات الاستشارية | 26 نوفمبر 1998            | 25 أبريل 2003      |
|             | منظمة الشرطة الجنائية الدولية             | ?                         | ?                  |